# Cantonul Alençon-2
Cantonul Alençon-2 este un canton din arondismentul Alençon, departamentul Orne, regiunea Basse-Normandie, Franța.

## Comune
| Comune  | Populație (1999) | Cod poștal | Cod INSEE |
| ------- | ---------------- | ---------- | --------- |
| Alençon | 13.972           | 61000      | 61001     |